# مطر محمد
مطر محمد عازف بزق لبناني. ولد في تل كلخ سنة 1939، وبدأ يتعلم العزف على البزق وهو في السابعة على يدي والده. صار يعزف في الملاهي والحفلات في مدينة بيروت. اكتشفه الموسيقار «توفيق الباشا»، ظهر في مسرحية (أرضنا إلى الأبد) التي أخرجها نزار ميقاتي. واستضافه البرنامج العربي في هيئة الإذاعة البريطانية، وقدمه عازفاً متميزاً على آلة البزق، وأصدر له بيت الثقافة العالمية في باريس اسطوانة تضمنت بعض مقطوعاته.
أصيب بالشلل وتوفي في 7 ديسمبر 1995·
ومن أشهر ألحانه أغنية «أخذوا الريح وأخذوا الليل» للمطربة صباح.